# دهستان امیرآباد (ارزوئیه)
دهستان امیرآباد، یکی از دهستان‌های بخش صوغان شهرستان ارزوئیه در استان کرمان ایران است. مرکز این دهستان، روستای امیرآباد است.

## جمعیت
بر پایه سرشماری عمومی نفوس و مسکن در سال ۱۳۹۵، جمعیت دهستان امیرآباد برابر با ۵٬۱۵۴ نفر بوده‌است.